# Athlītikos Podosfairikos Syllogos Atromītos Athīnōn 1923 2011-2012
Questa voce raccoglie le informazioni riguardanti l'Athlītikos Podosfairikos Syllogos Atromītos Athīnōn 1923 nelle competizioni ufficiali della stagione 2011-2012.

## Rosa
| N. |                        | Ruolo | Calciatore           |
| -- | ---------------------- | ----- | -------------------- |
| 1  | Camerun (bandiera)     | P     | Charles Itandje      |
| 2  | Grecia (bandiera)      | D     | Ioannis Skondras     |
| 3  | Grecia (bandiera)      | D     | Evangelos Ikonomou   |
| 5  | Inghilterra (bandiera) | D     | Wayne Thomas         |
| 6  | Grecia (bandiera)      | D     | Sōkratīs Fytanidīs   |
| 7  | Grecia (bandiera)      | C     | Andreas Tatos        |
| 8  | Germania (bandiera)    | A     | Denis Epstein        |
| 9  | Brasile (bandiera)     | C     | Brito                |
| 10 | Grecia (bandiera)      | C     | Thanasīs Karagkounīs |
| 11 | Serbia (bandiera)      | A     | Nikola Beljić        |
| 13 | Grecia (bandiera)      | D     | Evangelos Nastos     |
| 14 | Grecia (bandiera)      | A     | Ilias Anastasakos    |
| 15 | Grecia (bandiera)      | P     | Fotis Karagiolidis   |

| N. |                      | Ruolo | Calciatore           |
| -- | -------------------- | ----- | -------------------- |
| 16 | Grecia (bandiera)    | C     | Panagiōtīs Ballas    |
| 18 | Grecia (bandiera)    | D     | Kostas Giannoulis    |
| 19 | Grecia (bandiera)    | C     | Stelios Sfakianakīs  |
| 20 | Grecia (bandiera)    | A     | Anastasios Karamanos |
| 21 | Grecia (bandiera)    | C     | Elini Dīmoutsos      |
| 22 | Grecia (bandiera)    | C     | Antonis Athanasiou   |
|    | Grecia (bandiera)    | D     | Nikolaos Lazaridis   |
| 24 | Angola (bandiera)    | D     | Francisco Zuela      |
| 26 | Argentina (bandiera) | C     | Pitu                 |
| 30 | Croazia (bandiera)   | P     | Velimir Radman       |
| 33 | Grecia (bandiera)    | C     | Giōrgos Makrīs       |
| 38 | Grecia (bandiera)    | D     | Apostolos Argyros    |